# Ane Lee Elizabeth Horst
Ane Elisabeth Horst (Estrela, 20 de julho de 1958) é um ex-miss brasileira.
Descendente de alemães, foi eleita Miss Rio Grande do Sul no ano de 1976, na cidade de Rio Grande. No concurso de Miss Brasil 1976 foi uma das oito semifinalistas e escolhida como Miss Simpatia.
Depois, Ane tornou-se comissária de bordo, e foi símbolo profissional da categoria, eleita pelos colegas de profissão.